# Gordon Bunshaft
Gordon Bunshaft (Buffalo, 9 maggio 1909 – New York, 6 agosto 1990) è stato un architetto statunitense.
Seguace dell'architettura di Le Corbusier e di Mies van der Rohe, le traspose in ambito americano, interpretandole e diffondendole alla luce delle tecnologie dei nuovi materiali (vetro, acciaio e cemento armato). Esempi di tale stile sono la Lever House a Manhattan, New York (1951) e la sede della Manifacturers Trust Company (1954).
Bunshaft ha sempre prediletto la progettazione di edifici di piccole e medie dimensioni, come gli uffici della Pepsi-Cola (1960) e dell'American Republic Life Insurance Company (1965) o la sede della Connecticut General Life Insurance (1957), nei quali è evidente la sua attenzione agli spazi verdi e all'arte moderna (molti suoi edifici, infatti, sono ornati di quadri o statue).
Tra i vari progetti per istituzioni culturali vi sono l'amplamento della Albright-Knox Art Gallery di Buffalo (1962), dove vetrate scure giocano un forte contrasto con le bianche forme classiche dell'edificio, la Beinecke Rare Book and Manuscript Library presso l'Università di Yale (1963), dalle pareti di marmo lucente, la biblioteca del Lincoln Center (1965), vicino al Beaumont Theatre di Eero Saarinen e il museo Hirshhorn (1974), un imponente cilindro.
Ma la sua opera si sviluppa soprattutto in opere pubbliche e d'uso lavorativo: gli uffici dell'American Car Company a Greenwich, Connecticut (1967), la Marine Midland Bank a New York (1967), la manifattura Philip Morris a Richmond, Virginia (1974), dove miscela sapientemente spazi verdi in spazi lavorativi, l'Haj Terminal dell'aeroporto e la National Commercial Bank di Gedda (Arabia Saudita, rispettivamente 1981 e 1983).